# Lazy loading
Lazy loading é um padrão de projeto de software, comumente utilizado em linguagens de programação, para adiar a inicialização de um objeto até o ponto em que ele é necessário. Isso pode contribuir para a eficiência no funcionamento de um programa, se utilizado adequadamente. O oposto do carregamento lento (lazy) é o carregamento imediato (eager). Os ganhos de desempenho são especialmente significativos quando inicializar um objeto é custoso, como no caso de acesso a serviços de rede e a listas de objetos de banco de dados (ver JPA e Hibernate). Isso o torna ideal em casos onde o conteúdo é acessado em um servidor de rede, como no caso de sistemas Web.

## Implementações
Existem quatro formas comuns de aplicação do padrão lazy loading: a inicialização lenta; um proxy virtual; um fantasma; e uma interface value holder. Cada uma tem suas vantagens e desvantagens.

### A inicialização lenta
Com a inicialização lenta, o objeto a ser carregado de modo lazy é originalmente definido como nulo, e todos os pedidos para o objeto verificam antes se ele está nulo e o criam "on the fly" antes de retorná-lo, como no seguinte exemplo em C#:
```
private
 
int
 
myWidgetID
;

private
 
Widget
 
myWidget
 
=
 
null
;

 

public
 
Widget
 
MyWidget
 

{

    
get
 

    
{

        
if
 
(
myWidget
 
==
 
null
)
 

        
{

            
myWidget
 
=
 
Widget
.
Load
(
myWidgetID
);

        
}

        

        
return
 
myWidget
;

    
}

}

```

Outro exemplo:
```
private
 
int
 
myWidgetID
;

private
 
Widget
 
myWidget
 
=
 
null
;

public
 
Widget
 
MyWidget
 

{

   
get
 
{
 
return
 
myWidget
 
=
 
myWidget
 
??
 
Widget
.
Load
(
myWidgetID
);
  
}

}

```

Este método é o mais simples de implementar, embora se o valor nulo é um valor legítimo de retorno, pode ser necessário o uso de um objeto reservado para sinalizar que o objeto principal não foi inicializado.

### Proxy virtual
Proxy Virtual é um objeto com a mesma interface que o objeto real. A primeira vez que um de seus métodos é chamado ele carrega o objeto real, que é, em seguida, delegado.

### Fantasma
Um "fantasma" é um objeto que será carregado em um estado parcial. Ele pode conter apenas o identificador do objeto, mas carrega seus próprios dados na primeira vez que uma de suas propriedades é acessada. Por exemplo, considere que um usuário está prestes a solicitar um conteúdo através de um formulário on-line. No momento da criação, tudo que sabemos é que o conteúdo será acessado, mas qual ação ou conteúdo será utilizado é desconhecido. Exemplo em PHP:
```
$userData
 
=
 
array
 
(

    
"UID"
 
=
 
>
 
uniqid
(),

    
"requestTime"
 
=>
 
microtime
(
 
true
 
),

    
"dataType"
 
=>
 
""
,

    
"request"
 
=>
 
""

);

if
 
(
isset
(
 
$_POST
[
'data'
]
 
)
 
&&
 
$userData
)
 
{

    
//...

}

```

### Interfacevalue holder
É uma interface (genérica) utilizada na manipulação do carregamento lento, fazendo as vezes do objeto:
```
private
 
ValueHolder
<
Widget
>
 
valueHolder
;

 

public
 
Widget
 
MyWidget
 

{

    
get

    
{

        
return
 
valueHolder
.
GetValue
();

    
}

}

```